# Saarland-Radweg

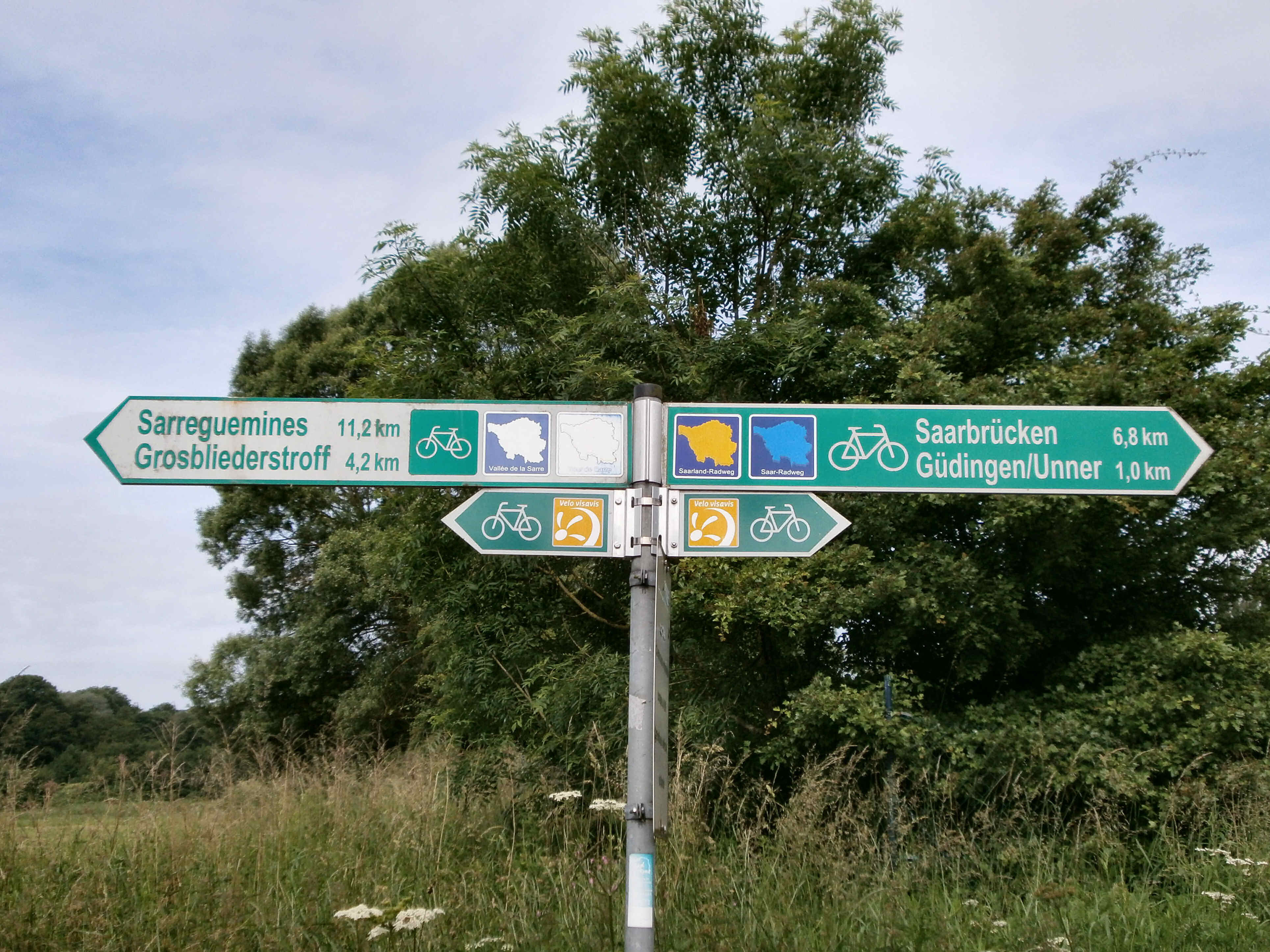
Radwegweiser an der deutsch-französischen Grenze

Der Saarland–Radweg ist ein als Rundkurs angelegter Radfernweg im Saarland mit einer Länge von etwa 350 Kilometern.

## Allgemein
Der Radweg umrundet das Saarland entlang der Landesgrenze und verläuft streckenweise auf alten Bahntrassen oder Treidelpfaden entlang von Flüssen. Die Strecke verläuft an den bzw. überquert die Grenzen zu Luxemburg und Frankreich. Der Saarland-Radweg ist streckenweise identisch mit dem Saar-Radweg.
Der Radweg wurde 2011 vom ADFC aufgrund der Streckenführung als auch der touristischen Infrastruktur als Qualitätsradroute mit drei Sternen ausgezeichnet. Bei der erneuten Zertifizierung 2018 wurde er mit vier Stenen ausgezeichnet.

## Verlauf
- Saarbrücken
- Saargemünd
- Bliesbruck
- Blieskastel
- Homburg
- Werschweiler
- Osterbrücken
- Freisen
- Nohfelden
- Bostalsee
- Nonnweiler
- Wadern
- Weiskirchen
- Losheim am See
- Mettlach
- Taben-Rodt
- Remich
- Schengen
- Perl
- Gerlfangen
- Überherrn
- Großrosseln
- Völklingen
- Saarbrücken

## Anschlussradwege
Anschluss in andere Richtungen bieten der Mosel-Radweg bei Perl und der Niedtal-Radweg bei Hemmersdorf in Richtung Frankreich. Bei Nohfelden zweigt der Nahe-Radweg ab, der im Rhein-Nahe-Dreieck an den Rhein-Radweg anknüpft.
In Nonnweiler-Bierfeld besteht die Möglichkeit über den Primstal-Radweg (Dr. Hanspeter Georgi Radweg) in Richtung Hermeskeil den Ruwer-Hochwald-Radweg, den Hunsrück-Radweg oder die Rheinland-Pfalz-Radroute zu erreichen.